# هشام الدستوائي
أبو بكر هشام بن أبي عبد الله (سَنْبَر) الدَّسْتُوائي الرَّبَعي البصري. توفي حوالي 154 هـ. أحد رواة الحديث عند أهل السنة والجماعة.
ولد في حياة صغار الصحابة، ونسبته الدَّسْتُوائي إلى دستوا وهي قرية من الأهواز، كان يبيع الثياب التي تجلب منها فنسب إليها.، وكان من كبار الحفّاظ.
قال العجلي: «كان أروى الناس عن ثلاثة: عن قتادة، وحماد بن أبي سليمان، ويحيى بن أبي كثير، كان يقول بالقدر ولم يكن يدعو إليه.». وقال شعبة بن الحجاج: «ما في الناس أحد أقول إنه طلب الحديث يريد به الله إلا هشاما الدستوائي.»

## أقوال العلماء فيه
- قال الجوزجاني: «كان من أثبت الناس.»[5]
- وقال ابن سعد: «كان ثقة ثبتاً في الحديث، حجة، إلا أنه يرمى بالقدر.»[6]
- وقال وكيع وعلي بن المديني:« كان ثبتا.»[1]
- وقال أبو نعيم: «قدمت البصرة فلم أر بها أفضل من هشام الدستوائي، وحماد بن سلمة.»[1]
- وقال أبو داود الطيالسي: «كان أمير المؤمنين في الحديث.»[7]
- وقال العجلي: «ثقة، ثبت في الحديث.»[7]
- وقال الذهبي: «الحافظ، الحجة، الإمام، الصادق.»[8]

## شيوخه وتلاميذه
- شيوخه ومن روى عنهم:

حدث عن: يحيى بن أبي كثير، وقتادة، والقاسم بن أبي بزة، وحماد الفقيه، وشعيب بن الحبحاب، والقاسم بن عوف، ومطر الوراق، وعاصم بن بهدلة، وعامر الأحول، وعبد الله بن أبي نجيح، ويونس الإسكاف، وأبي الزبير، وأبي عصام البصري، وعلي بن الحكم، وأيوب، وبديل بن ميسرة العقيلي، وينزل إلى أن يروي عن: معمر بن راشد، وعباد بن أبي علي.
- تلاميذه ومن روى عنه:

حدث عنه: ابناه: معاذ وعبد الله، وشعبة بن الحجاج، وعبد الله بن المبارك، ويزيد بن زريع، وعبد الوارث، وابن علية، ويحيى القطان، ووكيع، وغندر، ومحمد بن أبي عدي، وبشر بن المفضل، وإسحاق الأزرق، وخالد بن الحارث، وعبد الرحمن بن مهدي، ويزيد بن هارون، وأبو داود الطيالسي، وأبو عامر العقدي، وعبد الصمد بن عبد الوارث، ومكي بن إبراهيم، وأبو عمر الحوضي، وشاذ بن فياض، وعفان بن مسلم الصفار، وأبو نعيم الفضل بن دكين، ومعاذ بن فضالة، وأبو سلمة التبوذكي، ومسلم بن إبراهيم، وأبو الوليد الطيالسي، وخلق كثير.